# فائوستو روسو آلسی
فائوستو روسو آِلسی (ایتالیایی: Fausto Russo Alesi؛ زادهٔ ۱۳ اکتبر ۱۹۷۳) بازیگر و کارگردان نمایش اهل ایتالیا است.
از فیلم‌ها یا برنامه‌های تلویزیونی که وی در آن نقش داشته است می‌توان به رؤیاهای شیرین، خائن و ربوده‌شده اشاره کرد.